# Kerékpározás

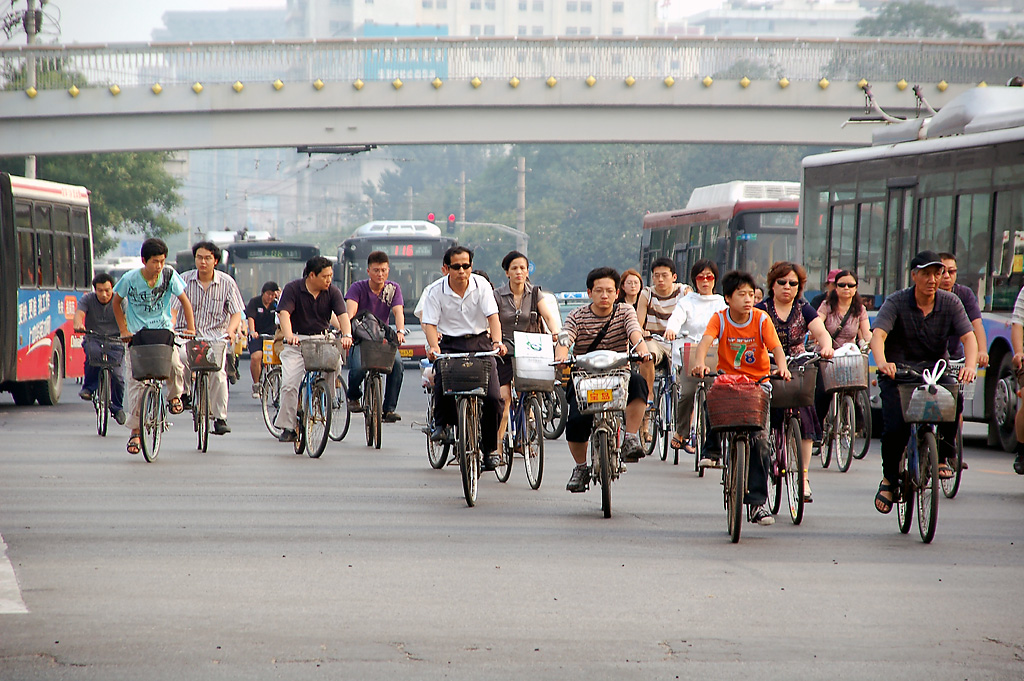
Kerékpárosok Pekingben

A kerékpározás a kerékpárral való közlekedés. A városi közlekedésben is terjed a gépjárművekkel való közlekedés korlátozásával. Összefügghet a turizmussal is. Sportágként is jelentős. A kerékpározás összetett mozgásforma, amely egyensúlyozást, lábbal végzett tekerő erőkifejtést, kormányzást, a környezet koncentrált figyelését és az eseményekre való gyors reagálóképességet igényel, emellett közúton a KRESZ szabályait is be kell tartani.

## Jelentősége

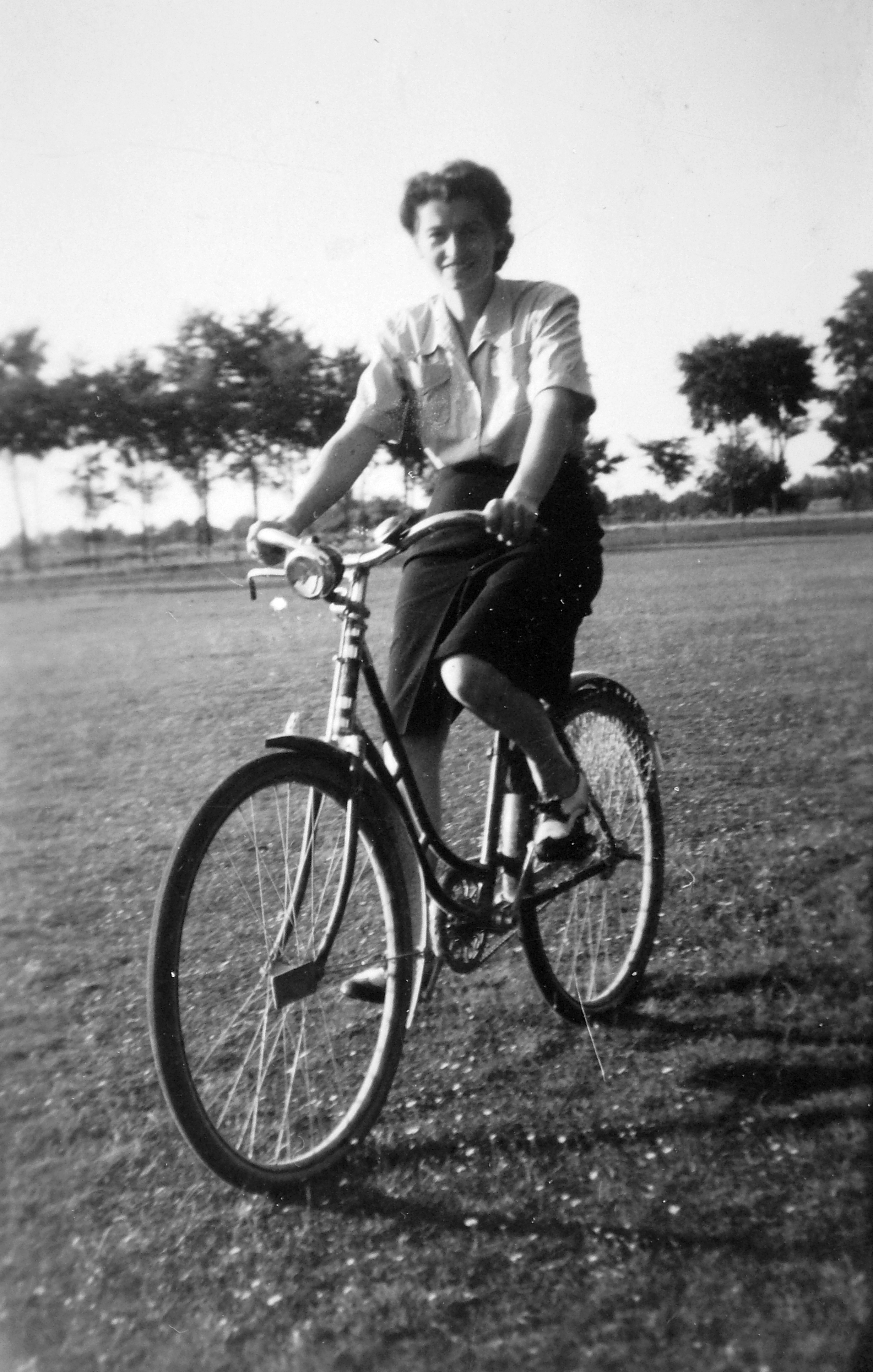
A Weiss Manfréd Művek gyártotta „Csoda” márkájú női kerékpár és kerékpárosa 1944-ben

Napjainkban közel 1 milliárd kerékpárt használnak világszerte közlekedésre, szállítási, szabadidős és sportcélokra. A mai világban a kerékpár az egyéni közlekedés leghatékonyabb módja (egy kilométer kerékpározás: 92,09 kJ, gyaloglás: 261,63 kJ, autózás: 4,83 MJ energiát igényel átlagosan). Légszennyezést érintő kibocsátása a motorizált járművekhez képest gyakorlatilag nulla. Azokban az országokban, ahol a kerékpározás az egyéni közlekedésnek nem a legfontosabb eszköze, önálló kerékpárutakat építenek használói számára. Az Európai Kerékpárszövetség törekvése, hogy ezeket a közúti és vasúti transzeurópai közlekedési hálózatok rendszeréhez hasonlóan az EuroVelo hálózat kontinentális szinten is összekösse. Megfelelő infrastruktúra, legfőképp kerékpárút-hálózat vagy hálózatszerű kerékpározásra alkalmas utak híján a városi kerékpározás és az emberek (sokszor kampányszerű) kerékpárra szoktatása nehézségekbe ütközik.

### Magyarországon
A kerékpárhasználat tekintetében Magyarország az európai élmezőnyben helyezkedik el. A 2015-ös adatok szerint a leggyakrabban használt közlekedési eszköz a kerékpár a lakosság alábbi arányánál:
1. Hollandia: 36%
2. Dánia: 23%
3. Magyarország: 22%

A kerékpáros közlekedésbiztonság tekintetében Európában a 7. helyen áll Magyarország. Ugyanakkor a halálos kimenetelű kerékpáros-balesetek gyakorisága Magyarországon a legnagyobb az Európai Unión (EU) belül.
A kerékpáros részéről jelenleg nem szükséges semmilyen fiziológiai feltétel vagy KRESZ-ismeret ahhoz, hogy közúton biciklizzen, ugyanakkor a forgalomban való részvételhez a „kerékpározáshoz alkalmas állapotban” kell lenni, ezen kívül célszerű a KRESZ alapvető ismerete és annak betartása, ennek hiányában ugyanis fokozottan balesetveszélyes a kerékpározás, a kerékpárosra és a környezetére egyaránt. Ettől függetlenül gyakran előfordul a kerékpár szabálytalan használata, például zebrán való tekerés, vagy járdán, ahol csak gyermek biciklizhet.

## Fő területei

### A közlekedésben

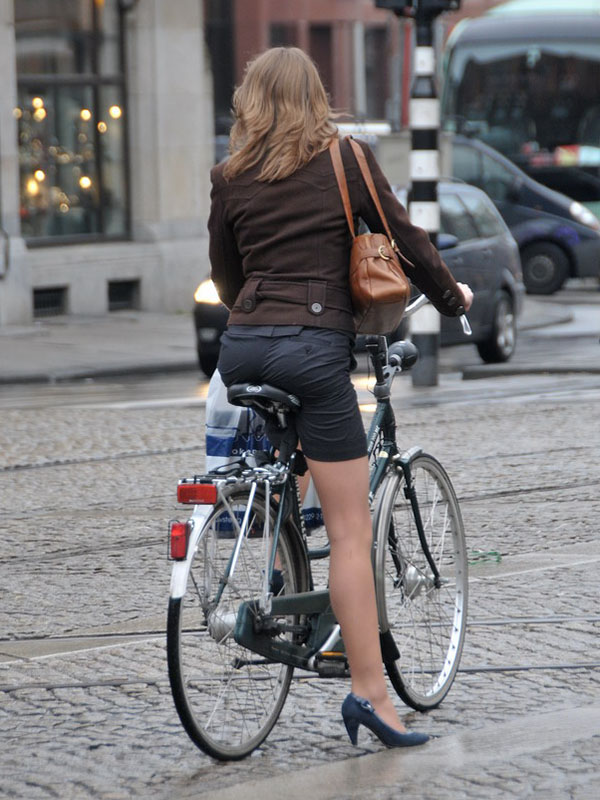
Amszterdami kerékpáros

A kerékpáros közlekedés fő használati területe ingázás illetve kisebb terhek szállítása. 
Számos országban, így Magyarországon is használ a posta kerékpárokat.
A londoni mentők is bevezettek egy kerékpáros szolgálatot, amely a belvárosban hamarabb tud egy baleset helyszínére érni.
A 20. század vége óta a kerékpáros rendőrség egyre elterjedtebbé kezd válni, mivel az autós járőrök mozgását a forgalom jelentősen korlátozza.

### Sportágként
Az első kerékpárversenyt 1868-ban rendezték Párizsban.

### Használata katonai célokra

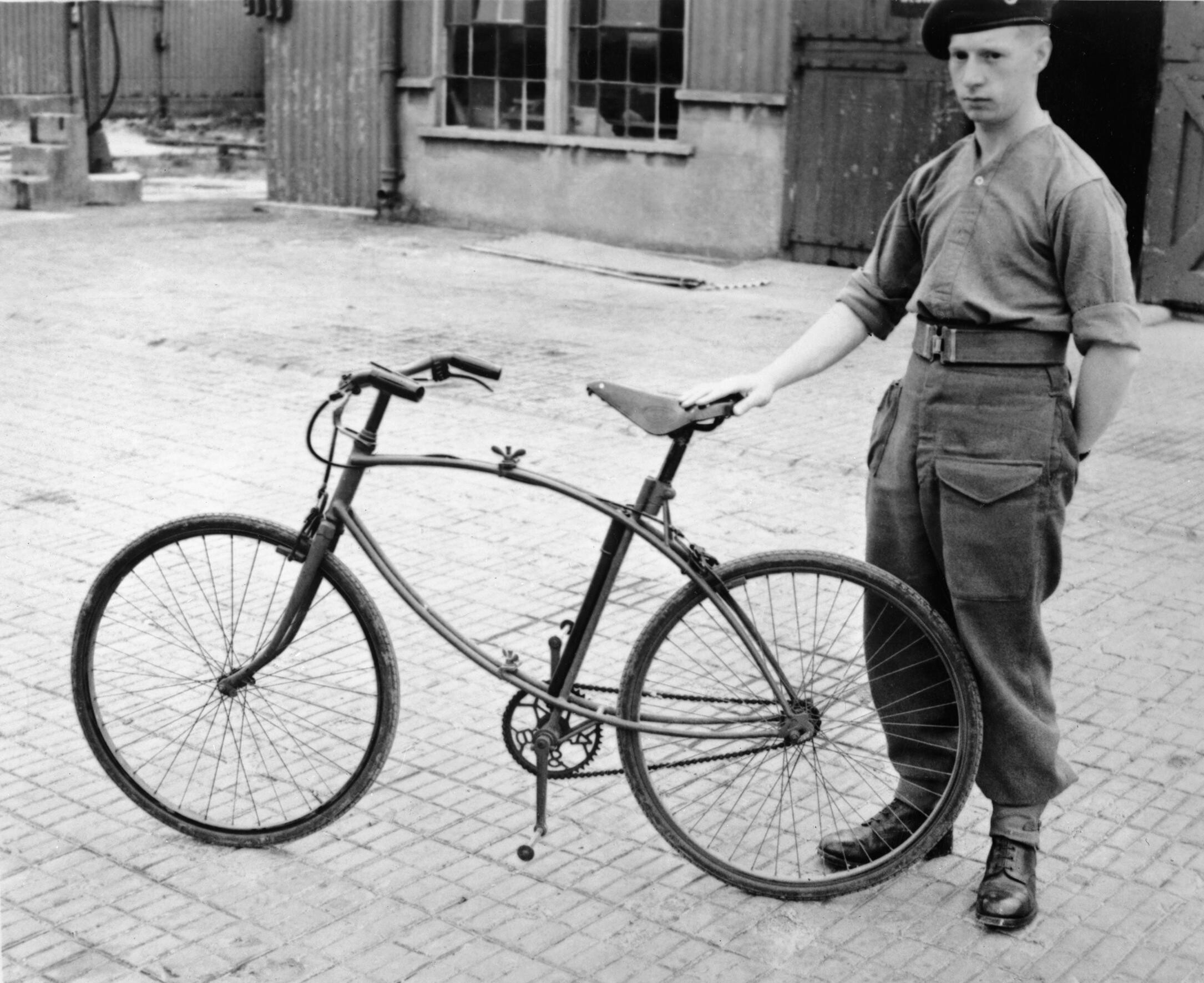
A brit hadsereg összecsukható kerékpárja 1942-ben

Bár a kerékpár harci eszközként nem használható, felderítő és személyszállítási célokra használták háborús területeken, így számos helyen a ló használatát helyettesítette. A második búr háború alatt mindkét fél használt kerékpárt felderítésre. Az első világháború alatt Franciaország, Németország, Ausztria és Új-Zéland használt kerékpárokat katonák áthelyezésére. Japán az 1937-es invázió alatt mintegy 50.000 kerékpáros katonát vetett be Kínában. Németország ismét használatba vette a kerékpárt a második világháborúban, Nagy Britannia repülővel szállított összecsukható kerékpárral felszerelt katonákat.
A vietnámi háború során a kommunisták teherszállításra használtak bicikliket a Ho Si Minh-ösvényen.
Az utolsó ismert kerékpáros katonai egységet Svájc tartotta fent, ezt az egységet 2003-ban szerelték le.

## A kerékpár biztonsága

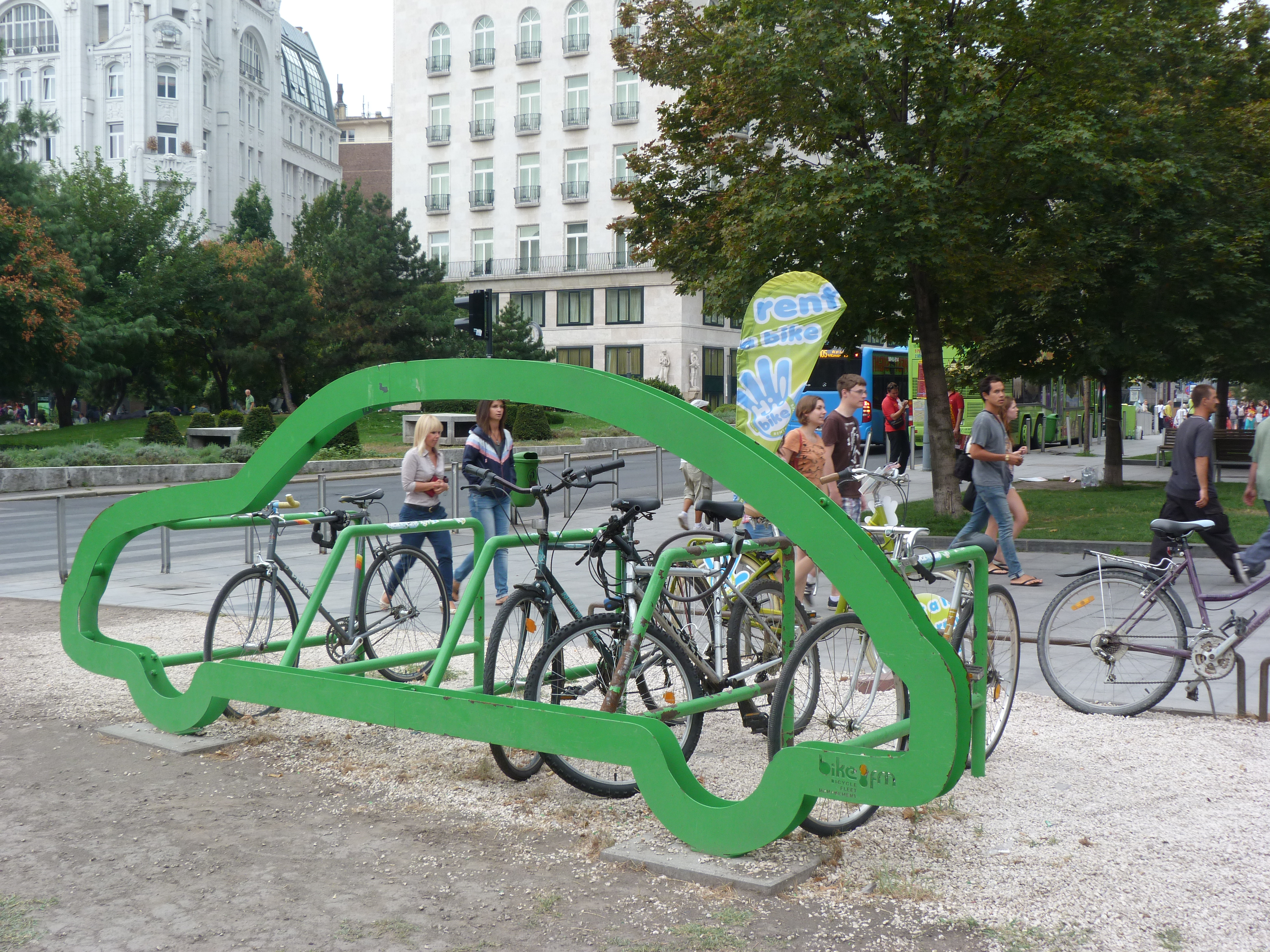
Bérelhető kerékpárok az Akváriumnál

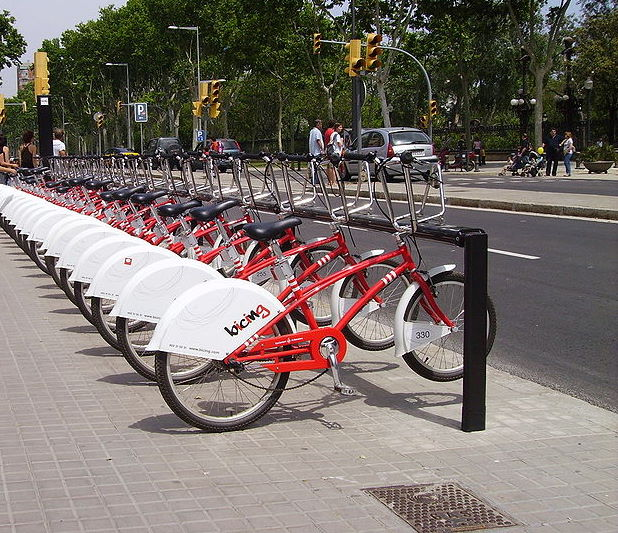
Bérelhető kerékpárok városi közlekedésre Barcelonában

A kerékpárokat használatuk közben az utcán lezárva, a tárolóba téve hagyjuk, ami legtöbb esetben elegendő az illetéktelen beavatkozás ellen. Vannak azonban olyan szervezetek, melyek regisztráció ellenében magát a kerékpárt fel tudják ismerni, és eltulajdonítás esetén vissza tudnak jelezni a tulajdonosnak.
Ilyen az ORKE kerékpár biztosítási rendszer. Ez a kerékpárok fényképével, gyári számával egy regisztrációt igényel az Önkormányzat részéről. A felhasználó település regisztrációja után, lehetőség van a kerékpár-nyilvántartás használatára. A regisztráció folyamatát a megfelelő módon kell igényelni a hegyeshalmi polgárőrségtől, akik kiadják a megfelelő szintű jogosultságot a rendszer használatához.
Hasonló a Pest-megye Békásmegyer által alkalmazott rendszer: Óbuda-Békásmegyer Önkormányzata, és BRFK III. Kerületi Rendőrkapitányság közös akciója: 
Regisztráció, fotó, alvázszám, tulajdonos adatainak felvételéből áll. Az alvázra matricát ragasztanak, speciális tollal a regisztrációs számot ráírják a biciklire.

## Kapcsolódó szócikkek

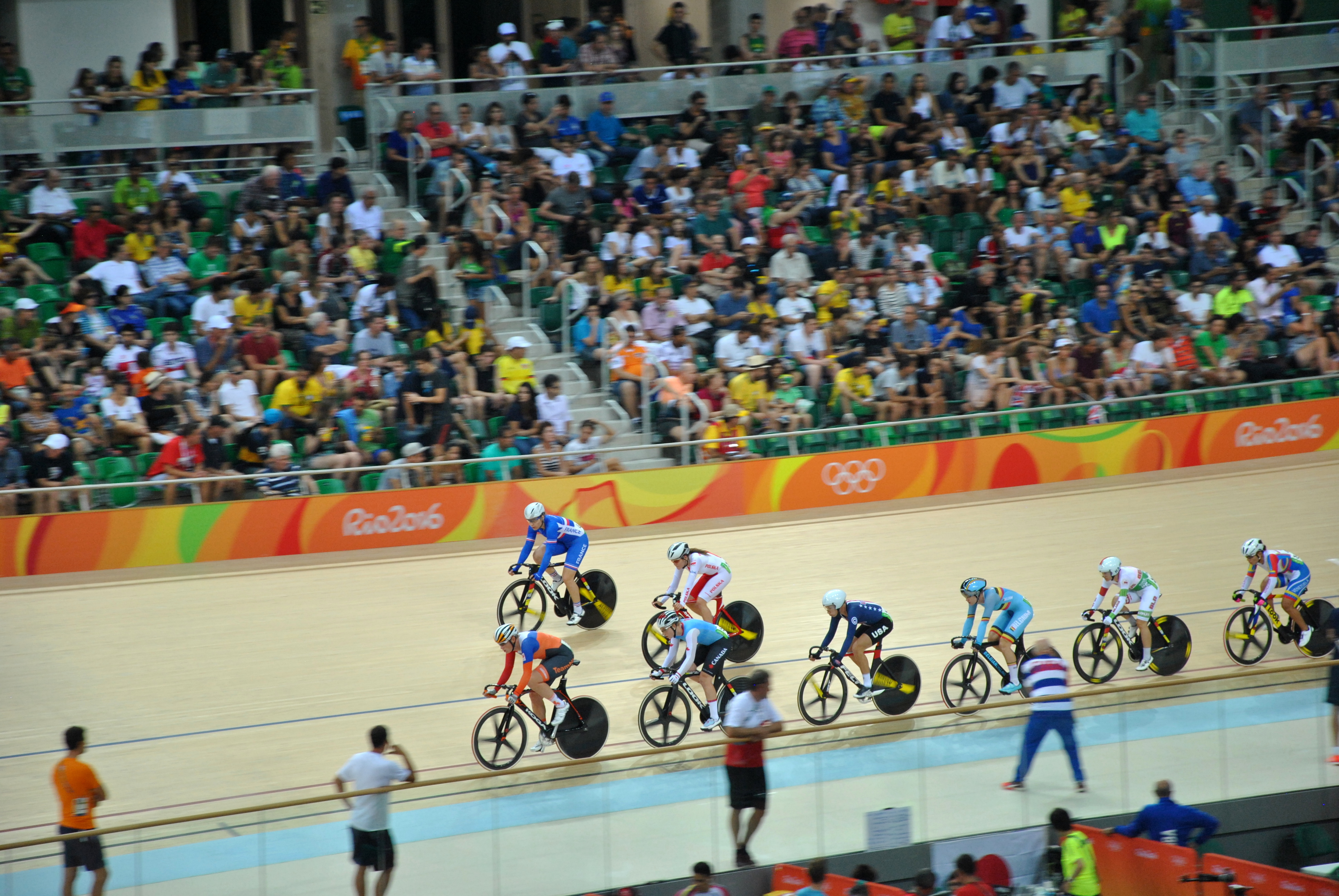
Női kerékpárversenyzők a riói olimpián

## Jogi szabályozás
Az egyes országok jogszabályokban határozzák meg a forgalomban részt vevő kerékpárok kötelező kellékeit, valamint a kerékpárosok közlekedésének szabályait.
Magyarországon ez a jogszabály a sokszor módosított 1/1975. KPM – BM sz. rendelet a közúti közlekedés szabályairól.